# حميدة الجندي
قرية حميدة الجندي هي إحدى القرى التابعة لمركز مغاغة بمحافظة المنيا في جمهورية مصر العربية. حسب إحصاءات سنة 2006، بلغ إجمالي السكان في حميدة الجندي 2143 نسمة، منهم 1113 رجلا و1030 امرأة.